# Gyallay Pap Domokos
Gyallay Pap Domokos (Bencéd, 1880. augusztus 4. – Budapest, 1970. április 11.) író, újságíró, szerkesztő. A két világháború között a Magyar Nép főszerkesztője, 1927-ig a kolozsvári Unitárius Kollégium történelemtanára. Számos novellát, történelmi regényt rendezett kiadás alá.

## Élete
Eredeti neve Gyallay Pap Domokos, de írói neve 1912-ig Pap Domokos volt.
1880. augusztus 4-én a székelyföldi Bencéden született (Udvarhely vármegye). A székelykeresztúri és a kolozsvári unitárius iskolában tanult, majd a kolozsvári egyetemen szerzett tanári diplomát. Tanárként először 1905-től a tordai unitárius algimnáziumban, majd annak megszűnése után, 1908-tól 1914-ig az ottani állami főgimnáziumban tanított.
1907-től titkára volt a Tordai Székely Társaságnak és az Erdélyi Kárpát-Egyesület tordai fiókjának. Már ebben az időben megjelentek írásai a tordai Társadalmi, közigazgatási és szépirodalmi hetilapban és az Aranyosvidékben. 1906-tól 1909-ig az Aranyosvidék felelős szerkesztője, 1912-től a Közművelődési Ház történelmi részlegének vezetője volt. 1909-ben megnősült, felesége Szénásy Ilona, Ilus néni, így emlékezett rájuk 2023-ban az unoka, Gyallay Pap Péter.
Gyakorló tanári évei után bevonult és az I. világháborúban (1914-1917) tisztként szolgált. A háborúban szerzett sebesüléséért vitézségi éremmel tüntették ki. 1917-ben tagjává választotta az Erdélyi Irodalmi Társaság.  1919-től 1923-ig a Dávid Ferenc Egylet főtitkára. 1920-tól a kolozsvári unitárius kollégium tanára, az Unitárius Irodalmi Társaság tagja. 1921-től Kolozsvárott újságíróként dolgozott, majd néhány évig tanított is.
1921-től a Magyar Nép című képes hetilap főszerkesztője, s szerkesztette A Magyar Nép Könyvtára sorozatot. 1922-1927 között az Unitárius Közlöny szerkesztője. 1925-től 1930-ig a Pásztortűz című lap főszerkesztője.
1926-tól a marosvásárhelyi Kemény Zsigmond Társaság tagja; alapítója az Erdélyi Helikonnak és résztvevője a marosvécsi írótalálkozónak.
1927-ben lemondott tanári állásáról, és a Magyar Nép című lapot szerkesztette. 1930-tól tagja a Kisfaludy Társaságnak, megindítója a Népkönyvtár akciónak, tagja a Pen Clubnak. 1934-től tagja a Petőfi Társaságnak. 1940-ben Corvin-koszorúval tüntették ki.
1942-ig főszerkesztője volt a Szebb Jövőt című lapnak.
1942-től Budapesten a VIII. kerületben levő Zrínyi Miklós Gimnázium tanára. 1944-ben innen vonult nyugalomba, és tanügyi főtanácsos, valamint címzetes gimnáziumi igazgató címet kapott.

## Pályája
Mint irodalmár 1910-1940 között írt hat regényt, 1913-1970 között 17 elbeszélést, 1928-1948 között hét színdarabot, 1912-1930-ban két emlékezést, 1913-1947 között nyolc vegyes munkát. E gazdag életpálya alatt átmenetileg foglalkozott versírással is. Első verseivel a gimnázium önképzőköri lapjában, a Reményben, majd a kolozsvári Egyetemi Lapok-ban jelentkezett. Az Unitárius Közlönyben 1901-1920 között 18 verse jelent meg. Verseinek témáját a székely nép mindennapjaiból merítette, de van katonaéletet és családi életet feldolgozó verse is.
Gyallay Pap Domokos a két világháború közötti magyar irodalom egyik legnépszerűbb regényírója volt. A Minerva Rt. alkalmazottja. Számos novellát, történelmi regényt rendezett kiadás alá. A Magyar Nép könyvtára című olcsó könyvsorozatban 1940-ig több mint félszáz olvasmányos szépirodalmi és ismeretterjesztő művet adott ki. Novelláskötetei 1921-től jelentek meg. Regényei közül kiemelkedik a Vaskenyéren (1926) című, mely a torockói bányászok 18. századi mozgalmáról szól. Utóbb írt művei, a népi romantika és a nacionalizmus felé közeledve már nem érték el az előzők irodalmi színvonalát. 1945-től Budapesten élt, 1946-1948-ban négy kis színpadi játéka jelent meg, majd visszavonult az irodalmi élettől.
1970. április 11-én hunyt el Budapesten, a rákoskeresztúri  Új Köztemetőben helyezték nyugalomra. Sírját a Nemzeti Örökség Intézete védett sírrá nyilvánította. Az Unitárius Egyház gondozza.

## Főbb írásművei
- Torda és környéke, turistakalauz (1909)
- Dávid Ferenc életrajza 1510-1579 (1912)
- Firtos ördöge (1913)
- Ősi rögön (1921)
- Föld népe (1924)
- Mindenre sor kerül (1924)
- Rég volt, igaz volt… Erdélyi történetek (1925)
- Vaskenyéren (1926)
- Falusi színház (1928)
- Dávid Ferenc búcsúzása (1929)
- A nagy tűz árnyékában (1929)
- Genovéve (1929)
- Jézus Maroskenden. A szép szó (1930)
- Hadrakelt emberek (1931)
- A kontár (1931)
- Jancsó Benedek: Erdély története (1931)
- Emlékezés nagytudós Brassai Sámuelre (1933)
- Tűz a szigeten (1935)
- Az apa. A lovag (1936)
- Nyár Solymoson (1938)
- A hegyek beszélik… (1940)
- Külön nóta (1940)
- Hívó hegyek (1940)
- Rogerius mester a pokol torkában (1941)
- Egy födél alatt (1943)
- Szüret után esküvő… (1946)
- Kis játékok (1947)
- Ocsú a búzában (1947)
- Fehér foltok (1948)
- A tábornok paplana (1948)
- Erdélyi legendák (1968)
- Vaskenyéren és tizenhat elbeszélés; vál., szöveggond., tan., jegyz. Gaal György; Kriterion, Bukarest, 1996 (Romániai magyar írók)
- Rég volt, igaz volt... Erdélyi történetek; szerk., szöveggond. Vida Erika; Mentor, Marosvásárhely, 2006